# Kylie Jenner
Kylie Kristen Jenner (sinh ngày 10 tháng 8 năm 1997) là một nhân vật truyền hình, socialite, người mẫu và nữ doanh nhân người Mỹ. Cô trở nên nổi tiếng sau khi xuất hiện trong chương trình truyền hình thực tế Keeping Up with the Kardashians của E! từ năm 2007 đến năm 2021 và là người sáng lập và chủ sở hữu của công ty mỹ phẩm Kylie Cosmetics.
Ở tuổi 14 vào năm 2012, cô hợp tác với thương hiệu quần áo PacSun, cùng với chị gái Kendall và tạo ra một thương hiệu quần áo, "Kendall & Kylie". Năm 2015, Kylie phát hành dòng mỹ phẩm của riêng mình mang tên Kylie Lip Kits, được đổi tên thành Kylie Cosmetics vào năm sau. Họ cũng phát hành một ứng dụng di động đạt vị trí số 1 trên iTunes App Store có tên Kendall and Kylie.
Năm 2014 và 2015, tạp chí Time liệt kê chị em nhà Jenner trong danh sách 25 thanh thiếu niên có ảnh hưởng nhất trên thế giới, vì sự ảnh hưởng đáng kể của họ đối với giới trẻ trên mạng xã hội. Tính đến ngày 23 tháng 9, với hơn 270 triệu người theo dõi, cô là người phụ nữ được theo dõi nhiều nhất trên Instagram. Năm 2017, Kylie được xếp trong danh sách Forbes Celebrity 100, khiến cô trở thành người trẻ tuổi nhất có mặt trong danh sách. Kylie đóng vai chính trong chương trình của riêng cô, Life of Kylie, được công chiếu trên E! vào ngày 6 tháng 8 năm 2017. Tháng 11 năm 2018, New York Post ghi nhận cô là người nổi tiếng có sức ảnh hưởng lớn nhất trong ngành thời trang.
Theo Forbes vào năm 2019, giá trị tài sản ròng của Kylie được ước tính là 1 tỷ USD, khiến cô, ở tuổi 21, trở thành tỷ phú tự thân trẻ nhất thế giới tính đến tháng 3 năm 2019, mặc dù khái niệm Kylie tự lập là một chủ đề gây tranh cãi, do cô xuất thân từ một gia đình quyền thế. Tuy nhiên, vào tháng 5 năm 2020, Forbes đưa ra một tuyên bố cáo buộc Jenner giả mạo tài liệu thuế để cô xuất hiện với tư cách là một tỷ phú. Ấn phẩm cũng cáo buộc cô ngụy tạo số liệu doanh thu cho Kylie Cosmetics.

## Tiểu sử
Kylie Jenner sinh ra ở Los Angeles, California. Cô là con gái út của Caitlyn Jenner (trước đây là Bruce Jenner) — nhà vô địch huy chương vàng mười môn phối hợp Thế vận hội Mùa Hè năm 1976 — và bà Kris Jenner. Cô có một chị gái ruột là Kendall. Cô có 3 người chị gái cùng mẹ khác cha là Kourtney, Kim và Khloé Kardashian cùng 1 anh trai cùng mẹ khác cha là Rob. Kylie cũng có 3 người anh trai cùng cha khác mẹ là Burt, Brandon và Brody Jenner cùng 1 chị gái cùng cha khác mẹ là Cassandra hay còn gọi là Casey. Cô theo học tại trường Sierra Canyon, ở trường cô là một thành viên của đội cổ vũ. Năm 2012, cô quyết định rằng việc học tại nhà sẽ là một lựa chọn tốt hơn và ghi danh vào một chương trình giáo dục tại gia. Sau đó, cô ra trường với bằng tốt nghiệp trung học vào tháng 7 năm 2015 từ trường trung học Laurel Springs ở Ojai, California
Kylie có tổ tiên chủ yếu là người Anh, Scotland, Ireland, Wales và người Hà Lan cũng như người chị gái Kendall Jenner.

## Sự nghiệp

### 2007–2012:Keeping Up with the Kardashians
Năm 2007, Kylie, cùng với cha mẹ và anh chị em của mình, Kendall, Kourtney, Kim, Khloé và Rob, bắt đầu xuất hiện trong loạt phim truyền hình thực tế Keeping Up with the Kardashians, ghi lại cuộc sống cá nhân và nghề nghiệp của các thành viên trong gia đình họ. Bộ phim đã đem lại thành công cho kênh truyền hình phát sóng chương trình E! và dẫn đến sự ra đời của hàng loạt chương trình kế tiếp như Kourtney and Kim Take Miami, Khloé & Lamar, Kourtney and Kim Take New York và Kourtney and Khloé Take The Hamptons, trong đó Kylie xuất hiện nhiều lần với tư cách khách mời. Chị em nhà Jenner đã tham dự Glee: The 3D Concert Movie tại nhà hát Regency Village ở Westwood, California vào tháng 8 năm 2011. Năm 2011, họ xuất hiện trong Style Stars of the Year trên tạp chí Seventeen, và được chọn là "Đại sứ phong cách" cho tạp chí. Cả hai tham dự buổi ra mắt The Vow ở Hollywood vào tháng 2 năm 2012. Chị em nhà Jenner cũng được phỏng vấn dàn diễn viên của buổi ra mắt The Hunger Games tại nhà hát Nokia ở Los Angeles vào tháng 3 năm 2012. Cuối năm 2012, cô tham gia cùng với chị gái Kendall và mẹ Kris Jenner trong một tập của chương trình truyền hình thực tế của Hoa Kỳ, America's Next Top Model.

### 2013–2014: Những dự án ban đầu
Chị em Jenner đồng dẫn chương trình trao giải Much Music Video Awards năm 2014, nơi Kylie có màn ra mắt diễn xuất trong buổi quảng bá cho chương trình ở Toronto, Ontario, Canada vào tháng 6 năm 2014. Tháng 8 năm 2014, chị em nhà Jenner xuất hiện trong video âm nhạc "Recognize" của ca sĩ PartyNextDoor. Cô cũng xuất hiện trong video âm nhạc của Jaden Smith cho bài hát "Blue Ocean" của anh. Kylie và chị gái Kendall là đồng tác giả cho cuốn tiểu thuyết khoa học viễn tưởng Rebels: City of Indra: The Story of Lex and Livia, xoay quanh hai cô gái sinh đôi, Lex và Livia. Cuốn tiểu thuyết nhận được nhiều chỉ trích sau khi phát hành, điều này khiến nhà viết Maya Sloan tiết lộ rằng trong khi chị em nhà Jenner viết một bản phác thảo dài hai trang cho những gì họ muốn cho cuốn tiểu thuyết, thì Sloan chính người chịu trách nhiệm về việc viết cuốn sách. Tuy nhiên, giám đốc sáng tạo của chị em nhà Jenner, Elizabeth Killmond-Roman, nói rõ rằng cả hai có rất nhiều cuộc gọi Skype và FaceTime với Sloan để thảo luận về nội dung của cuốn tiểu thuyết. Cuốn tiểu thuyết hầu hết bị các nhà phê bình chỉ trích và chỉ bán được 13,000 bản trong 4 tháng đầu tiên được bán. Cuốn sách cũng được sản xuất phần tiếp theo là Time of the Twins và chị em nhà Jenner là đồng tác giả.

### 2015–2018: Sự trỗi dậy của Kylie Cosmetics

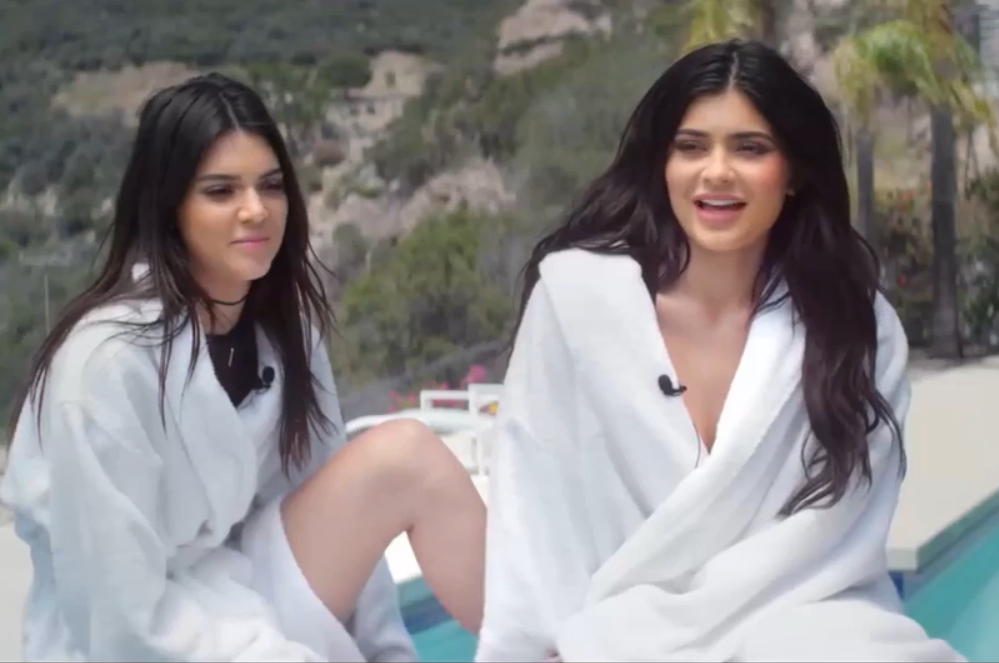
Kendall (trái) và Kylie Jenner, 2016.

Chị em nhà Jenner đã bị khán giả la ó khi giới thiệu màn trình diễn của anh rể Kanye West tại Billboard Music Awards vào tháng 5 năm 2015. Tháng 5 năm 2015, một tập của Keeping Up with the Kardashians được công chiếu, trong đó Kylie thừa nhận cô đã tiêm chất làm đầy môi. Đôi môi được cải thiện từ chất làm đầy môi đã tạo ra nhiều lời đồn đoán và thu hút sự chú ý của công chúng. Trước khi tập phim ra mắt, Kylie nói rằng cô chỉ đơn thuần sử dụng chì kẻ viền môi và kẻ viền môi quá đà. Do đó, thực hành hút môi vào một chiếc ly nhỏ để làm sưng môi được gọi là "thử thách Kylie Jenner" (mặc dù không có dấu hiệu nào cho thấy Kylie áp dụng phương pháp này). Kylie trả lời điều này bằng cách nói rằng, "Tôi không ở đây để cố gắng và khuyến khích mọi người / cô gái trẻ trông giống tôi hoặc nghĩ rằng đây là cách họ nên nhìn." Tháng 8 năm 2015, Kylie thông báo rằng cô sẽ phát hành dòng son môi đầu tiên như một phần của bộ son môi cùng tên của cô với tên gọi Kylie Lip Kit. Tháng 11 năm 2015, chị em nhà Jenner xuất hiện trong video âm nhạc "I'm Yours" của ca sĩ Justine Skye.
Tháng 2 năm 2016, công ty mỹ phẩm của Kylie được đổi tên thành Kylie Cosmetics và số bộ dụng cụ được sản xuất đã tăng từ 15.000 lên 500.000. Kylie đã phát hành một video quảng bá dài 3 phút cho một loạt các loại son bóng vào tháng 3 năm 2016, do Colin Tilley làm đạo diễn và các người mẫu đồng nghiệp Karin Jinsui, Mara Teigen và Jasmine Sanders. Bài hát trong video được tiết lộ là "Three Strikes" của Terror Jr, một ban nhạc được thành lập cùng ngày với ngày phát hành video; tuy nhiên, ca sĩ chính, sau đó được tiết lộ là ca sĩ Lisa Vatale, được nhiều người suy đoán là Kylie. Tuy nhiên, Kylie sau đó phủ nhận mọi liên quan đến ban nhạc. Tháng 5 năm 2016, cô ra mắt trong bài hát "Beautiful Day" của nhà sản xuất Burberry Perry, với Lil Yachty, Jordyn Woods và Justine Skye. Tháng sau, Kylie đóng vai chính trong một video âm nhạc khác của PartyNextDoor cho bài hát "Come and See Me" của anh. Tháng 4 năm 2017, cô xuất hiện bất ngờ tại buổi dạ hội của trường trung học Rio Americano ở Sacramento cùng với đàn em Albert Ochoa sau khi nghe tin rằng buổi hẹn của anh bị cô gái khác từ chối.
Tháng 6 năm 2017, Kylie được xếp ở vị trí số 59 trên Forbes Celebrity 100, trong đó vinh danh 100 người nổi tiếng có thu nhập cao nhất trong 12 tháng trước, sau khi kiếm được khoảng 41 triệu USD, khiến cô trở thành người trẻ nhất trong danh sách khi 19 tuổi.
Kylie góp mặt trong một chương trình thực tế xoay quanh cuộc sống của cô, Life of Kylie, ra mắt vào tháng 8 năm 2017. Nhân dịp ngày của mẹ năm 2018, Kylie Cosmetics phát hành dòng sản phẩm trang điểm mang tên Kris Cosmetics, với sự hợp tác của mẹ cô, Kris Jenner. Kylie và chị gái cùng mẹ khác cha Kim Kardashian đã ra mắt bộ sưu tập KKW x Kylie Cosmetics hợp tác vào Black Friday năm 2018 sau khi ra mắt bộ sưu tập đầu tiên vào năm 2017 trước đó. Cùng tháng, cô ra mắt ứng dụng di động Kylie Cosmetics.

### 2019–nay: Ra mắt Kylie Skin

Kylie cho Vogue.

Tháng 4 năm 2019, Kylie và KKW Beauty của chị gái cùng mẹ khác cha Kim Kardashian hợp tác để phát hành một loại nước hoa mới. Sự hợp tác này trở thành bước đột phá đầu tiên của Kylie trong lĩnh vực nước hoa và nó ra mắt vào ngày 26 tháng 4. Kylie thành lập thương hiệu chăm sóc da Kylie Skin của riêng mình, được ra mắt vào ngày 22 tháng 5. Thương hiệu bắt đầu sản xuất các sản phẩm dùng cho da, bao gồm sửa rửa mặt, tẩy tế bào chết, kem dưỡng ẩm và khăn lau tẩy trang. Ngày 14 tháng 6 năm 2019, Kylie Cosmetics ra mắt sự hợp tác của họ với chị gái cùng mẹ khác cha của cô Khloé Kardashian được gọi là Kylie Cosmetics x Koko Kollection. Đây là lần hợp tác thứ ba của họ, sau khi ra mắt bộ sưu tập sản phẩm son môi đặc biệt trước đó mang tên Koko Kollection vào năm 2016 và phần thứ hai vào năm 2017. Tháng 9, Kylie thông báo rằng cô đang đảm nhận vai trò giám đốc nghệ thuật trang điểm cho sàn diễn mùa xuân 2020 của Balmain tại Tuần lễ Thời trang Paris. Để chào mừng dòng sản phẩm mới, Kylie Cosmetics và Balmain đã ra mắt bộ sưu tập trang điểm dạng viên và có sẵn trên trang web của Kylie Cosmetics vào ngày 27 tháng 9, ngày diễn ra chương trình. Đây là lần đầu tiên Kylie hợp tác trong một bộ sưu tập trang điểm với một người ngoài gia đình của cô.
Tuy nhiên, sự xuất hiện của cô tại Tuần lễ thời trang Paris đã bị hủy bỏ vì cô không thể đến Paris làm việc. Tin tức nổi lên rằng cô đã được điều trị các triệu chứng giống như cúm trong một bệnh viện, sau đó vào tháng 3 năm 2020, cô tiết lộ trong một bài đăng của tài khoản người hâm mộ Instagram rằng cô chưa bao giờ mắc bệnh này nhưng bị nhiễm trùng liên cầu và tụ cầu rất kinh khủng ở cổ họng (chảy máu từ miệng và tất cả). Tháng 10 năm 2019, Kylie đệ đơn đăng ký nhãn hiệu cụm từ "rise and shine", một câu thoại đã trở thành meme khi cảnh quay Kylie hát cụm từ này cho con gái của cô, Stormi, được lan truyền. Thẻ #RiseandShine đã đạt 1 tỷ lượt xem trên TikTok, khiến nó trở thành thẻ xu hướng bắt đầu bằng # phát triển nhanh nhất của nền tảng. Ngoài "rise and shine", Kylie cũng nộp đơn đăng ký nhãn hiệu "riiise and shiiinnee". Nhãn hiệu thứ hai sẽ bao gồm quần áo trong khi nhãn hiệu trước cũng sẽ áp dụng cho mỹ phẩm. Tháng sau, Kylie bán 51% cổ phần của Kylie Cosmetics cho Coty, công ty sở hữu các thương hiệu làm đẹp khác bao gồm Covergirl, OPI, Rimmel, GHD và Clairol với giá 600 triệu USD.
Tháng 1 năm 2020, Kylie thông báo rằng cô đã đăng ký nhãn hiệu Kylie Con, Kylie Kon và Kylie Museum. Cùng tháng, chị gái của cô Kendall xác nhận rằng một dòng mỹ phẩm hợp tác với Kylie Cosmetics của Kylie đang được tiến hành. Kylie Cosmetics ra mắt Kylie Cosmetics x Kendall Kylie vào ngày 26 tháng 6 năm 2020. Cùng trong tháng đó, Kylie thông báo Kylie Cosmetics sẽ phát hành bộ sưu tập dành cho ngày lễ tình nhân được đặt theo tên con gái của Kylie, Stormi. Bộ sưu tập Stormi được ra mắt vào ngày 1 tháng 2, cùng ngày với sinh nhật của con gái cô. Kylie xuất hiện với tư cách khách mời trong video âm nhạc "Stuck with U" của Ariana Grande và Justin Bieber vào tháng 5 năm 2020. Tháng sau, chị em nhà Jenner giải quyết các báo cáo rằng thương hiệu thời trang Kendall + Kylie của họ không trả lương cho công nhân nhà máy ở Bangladesh do hậu quả của đại dịch COVID-19. Được biết, Global Brands Group (GBG) trước đây đã liệt kê thương hiệu Kendall + Kylie trên trang web của mình. Do đó, chị em nhà Jenner tuyên bố rằng công ty của họ thuộc sở hữu của một pháp nhân riêng biệt có tên là 3072541 Canada Inc. mặc dù họ nói rằng thương hiệu của họ "từng làm việc với CAA-GBG trong quá khứ, chỉ với khả năng bán hàng và phát triển kinh doanh" và rằng họ "hiện không có bất kỳ mối quan hệ nào với GBG". Tháng 8 năm 2020, Kylie Cosmetics ra mắt bộ sưu tập Summer Sailor, đánh dấu sự ra mắt của bộ mi giả đầu tiên của Kylie. Cùng tháng, cô xuất hiện trong video âm nhạc "WAP" của Cardi B và Megan Thee Stallion, bên cạnh các ca sĩ Normani và Rosalía; một bản kiến nghị yêu cầu chỉnh sửa vai khách mời của Kylie ra khỏi video đạt hơn 65.000 chữ ký.
Kylie dẫn đầu danh sách những người nổi tiếng có thu nhập cao nhất năm 2020 của Forbes.
Tháng 8 năm 2021, Kylie giới thiệu Kylie Swim, một dòng đồ bơi mới bao gồm các kích cỡ dành cho tất cả phụ nữ. Ngày 17 tháng 9, sản phẩm chính thức ra mắt trên trang web của Kylie. Ngày 21 tháng 9, cô công bố một dòng sản phẩm chăm sóc da và tóc mới dành cho trẻ sơ sinh, được gọi là Kylie Baby. Cô cho biết nó sẽ ra mắt vào ngày 28 tháng 9.

## Đời tư

### Các mối quan hệ
Tháng 8 năm 2014, Tyga được nhìn thấy thân thiết với Kylie trong bữa tiệc sinh nhật lần thứ 17 của cô. Nhiều ngày sau, Tyga chấm dứt mối quan hệ với Blac Chyna, vợ sắp cưới và là mẹ của con trai anh. Năm 2015, khi cô tròn 18 tuổi, Kylie và Tyga chính thức công khai hẹn hò. Kylie sau đó xuất hiện trong 2 video âm nhạc của Tyga, "Stimulated" và "Dope'd Up". Tháng 4 năm 2017, Kylie và Tyga chia tay.
Tháng 4 năm 2017, Kylie lần đầu tiên được nhìn thấy với Travis Scott tại Coachella. Ngày 1 tháng 2 năm 2018, Kylie hạ sinh con gái đầu lòng của họ, Stormi Webster. Kylie xuất hiện trong video âm nhạc cho "Stop Trying to Be God" từ album phòng thu thứ ba Astroworld của Travis Scott. Họ chia tay vào tháng 9 năm 2019, nhưng sau khi cùng nhau cách ly trong đại dịch COVID-19 vì lợi ích của con gái họ, điều đó sau cùng cũng khơi dậy tình cảm của họ. Ngày 7 tháng 9 năm 2021, sau nhiều tuần suy đoán, Kylie tiết lộ rằng cô và Travis Scott đang mong đợi đứa con thứ hai của họ chào đời. Ngày 2 tháng 2 năm 2022, Kylie hạ sinh con trai tên Wolf Webster 

Sau khi chia tay rapper Travis Scott, Kylie Jenner hẹn hò với Timothée Chalamet từ tháng 4/2023 tới nay (tháng 5/2025)

### Tình bạn với Jordyn Woods
Năm 2012, Kylie và Jordyn Woods gặp nhau thông qua một người bạn chung của họ, Jaden Smith. Họ là những người bạn thân thiết, Woods xuất hiện trong chương trình truyền hình thực tế năm 2017 của Kylie, Life of Kylie, và video mang thai năm 2018 của Kylie. Tháng 9 năm 2018, Kylie Cosmetics cho ra mắt bộ sưu tập Kylie x Jordyn, sự hợp tác giữa hai người bạn.
Năm 2019, Woods hẹn hò với Tristan Thompson, người vào thời điểm đó đang hẹn hò với chị gái cùng mẹ khác cha của Kylie, Khloé. Điều này đã chấm dứt tình bạn giữa Kylie và Woods, và Kylie đã hạ giá bộ son môi mang tên Woods của cô sau khi vụ bê bối nổ ra.

## Danh sách phim

### Chương trình truyền hình
| Năm        | Tên                                  | Ghi chú                             | Nguồn           |
| ---------- | ------------------------------------ | ----------------------------------- | --------------- |
| 2007–2021  | Keeping Up with the Kardashians      | Thành viên cố định                  | [ 109 ]         |
| 2010, 2013 | Kourtney and Khloé Take Miami        | 2 tập                               | [ 110 ] [ 111 ] |
| 2012       | America's Next Top Model, Mùa thi 18 | Tập: "Kris Jenner"                  | [ 112 ]         |
| 2012       | Million Dollar Closets               | Tập: "Pilot"                        | [ 113 ]         |
| 2014       | Deal with It                         | Tập: "Kendall & Kylie & Gary Owens" | [ 114 ]         |
| 2014       | Much Music Video Awards              | Đồng dẫn chương trình               | [ 29 ]          |
| 2014       | Kourtney and Khloé Take The Hamptons | 1 tập                               | [ 115 ]         |
| 2014       | Ridiculousness                       | Tập: "Kendall and Kylie Jenner"     | [ 116 ]         |
| 2015–2016  | I Am Cait                            | 3 tập                               | [ 117 ]         |
| 2015       | Kingin' with Tyga                    | Tập: "The Life"                     | [ 118 ]         |
| 2017       | Life of Kylie                        | Thành viên cố định                  | [ 119 ]         |
| 2020       | Justin Bieber: Seasons               | Khách mời                           | [ 120 ]         |

### Video âm nhạc
| Năm  | Tên                        | Nghệ sĩ                                 | Nguồn   |
| ---- | -------------------------- | --------------------------------------- | ------- |
| 2013 | "Find That Girl"           | Boy Band Project                        | [ 121 ] |
| 2014 | "Recognize"                | PartyNextDoor hợp tác với Drake         | [ 30 ]  |
| 2014 | "Blue Ocean"               | Jaden Smith                             | [ 31 ]  |
| 2015 | "Stimulated"               | Tyga                                    | [ 122 ] |
| 2015 | "Dope'd Up"                | Tyga                                    | [ 123 ] |
| 2015 | "I'm Yours"                | Justine Skye hợp tác với Vic Mensa      | [ 41 ]  |
| 2016 | "Come and See Me"          | PartyNextDoor                           | [ 56 ]  |
| 2017 | "Feel Me" (chưa phát hành) | Tyga, Kanye West                        |         |
| 2018 | "Stop Trying To Be God"    | Travis Scott                            | [ 124 ] |
| 2020 | "Stuck with U"             | Ariana Grande và Justin Bieber          |         |
| 2020 | "WAP"                      | Cardi B hợp tác với Megan Thee Stallion |         |

### Phim điện ảnh
| Năm  | Tên       | Vai      | Ghi chú   | Nguồn   |
| ---- | --------- | -------- | --------- | ------- |
| 2018 | Ocean's 8 | Bản thân | Khách mời | [ 125 ] |

## Giải thưởng và đề cử
| Năm  | Giải thưởng                 | Hạng mục                       | Đề cử                           | Kết quả   | Nguồn           |
| ---- | --------------------------- | ------------------------------ | ------------------------------- | --------- | --------------- |
| 2013 | Teen Choice Awards          | Choice TV Reality Star: Female | Keeping Up with the Kardashians | Đoạt giải | [ 126 ]         |
| 2014 | Teen Choice Awards          | Choice TV Reality Star: Female | Keeping Up with the Kardashians | Đề cử     | [ 127 ]         |
| 2015 | Teen Choice Awards          | Choice Instagrammer            | Kylie Jenner                    | Đề cử     | [ 128 ]         |
| 2015 | Teen Choice Awards          | Choice Selfie Taker            | Kylie Jenner                    | Đề cử     | [ 128 ]         |
| 2015 | Capricho Awards             | Mais Estilosa                  | Kylie Jenner                    | Đề cử     | [ 129 ]         |
| 2015 | Capricho Awards             | Snapchat                       | Kylie Jenner                    | Đề cử     | [ 129 ]         |
| 2015 | Capricho Awards             | Bafo do ano                    | Boca da Kylie Jenner            | Đề cử     | [ 129 ]         |
| 2015 | Capricho Awards             | Real Couple of 2015            | Kylie Jenner và Tyga            | Đề cử     | [ 129 ]         |
| 2016 | Capricho Awards             | Mais estilosa – internacional  | Kylie Jenner                    | Đoạt giải | [ 130 ]         |
| 2016 | Shorty Awards               | Snapchatter Of The Year        | Kylie Jenner                    | Đề cử     | [ 131 ]         |
| 2016 | WWD Beauty Inc. Awards      | Indie of the Year              | Kylie Cosmetics                 | Đoạt giải | [ 132 ]         |
| 2017 | Shorty Awards               | Celebrity                      | Kylie Jenner                    | Đề cử     | [ 133 ]         |
| 2017 | Teen Choice Awards          | Choice Instagrammer            | Kylie Jenner                    | Đề cử     | [ 134 ]         |
| 2017 | Teen Choice Awards          | Choice Snapchatter             | Kylie Jenner                    | Đề cử     | [ 134 ]         |
| 2017 | Capricho Awards             | International Fashionista      | Kylie Jenner                    | Đoạt giải | [ 135 ] [ 136 ] |
| 2017 | WWD Beauty Inc. Awards      | Newsmaker of the Year          | Kylie Jenner                    | Đoạt giải | [ 137 ]         |
| 2019 | Teen Choice Awards          | Choice Social Star             | Kylie Jenner                    | Đề cử     | [ 134 ]         |
| 2019 | Streamy Awards              | Best Collaboration             | David Dobrik và Kylie Jenner    | Đoạt giải | [ 138 ]         |
| 2020 | Fragrance Foundation Awards | Fragrance of the Year Popular  | Kylie Jenner by KKW Fragrance   | Đoạt giải | [ 139 ]         |
| 2020 | Premios Juventud            | Together They Fire Up My Feed  | Rosalía và Kylie Jenner         | Đề cử     | [ 140 ]         |